# جاي هيبرت
جاي هيبرت (بالإنجليزية: Jay Hebert)‏ هو لاعب غولف وضابط أمريكي، ولد في 14 فبراير 1923 في سانت مارتنفيل في الولايات المتحدة، وتوفي في 25 مايو 1997 في هيوستن في الولايات المتحدة.

## وصلات خارجية
- جاي هيبرت على موقع إن إن دي بي (الإنجليزية)